# Trio T. B. T.
O Trio T.B.T. foi um trio vocal brasileiro de samba da década de 1930, composto por Abner Trajano, Jaime Brito e Abdaná Trajano.